# ولید مشاعی‌زاده
ولید مشاعی‌زاده یک بازیکن فوتبال اهل ایران است که برای باشگاه فوتبال فولاد خوزستان در لیگ برتر فوتبال ایران و در پست هافبک بازی می‌کند.